# Пир (сборник рассказов)
«Пир» — сборник рассказов русского писателя Владимира Сорокина. Состоит из 13 рассказов: «Настя», «Concretные», «Аварон», «Банкет», «День русского едока», «Ю», «Лошадиный Суп», «Зеркаlо», «Пепел», «Машина», «Моя трапеза», «Жрать!», «Сахарное воскресенье». Произведения были написаны в 2000 году, сборник опубликован издательством «Ad Marginem» в 2001 году.
Главная тема сборника — пища во всех её видах и формах, от духовной через физическую пищу и до её конечной формы в виде испражнений.
По утверждению автора «…еда в русской литературе слабо представлена… Не был почти ни разу описан акт испражнения, как и наслаждение человека едой… У меня довольно серьёзное отношение к еде. Для меня её приготовление — не чисто функциональный, а именно творческий акт. Блюдо может получиться или нет — все зависит от творческой энергии». Критик Борис Соколов писал, что «едой, равно как и её потребителями, по мысли Сорокина, может стать все. Растения, животные, рыбы, птицы, люди, вещи, слова, буквы, речи, события, лозунги, молитвы, чувства, жуткие продукты генной инженерии в обществе будущего, экскременты и даже пустота».
Стилистика сборника представляет «вывернутые стили» советской, русской и зарубежной литературы; автор также увлечён футурологическим языком, наполовину состоящим из китайских выражений (в будущем правят китайцы: рассказы «Concretные», «Ю»). Стилистика русской классической литературы пародируется в рассказах «Настя», «Жрать!», «Сахарное воскресенье», советской — «Аварон», японской — «Банкет». Сорокин изображает абсурдизируемые и усиливаемые перенесением в будущее реалии постсоветской России в новеллах «Лошадиный Суп», «Пепел», «День русского едока» и «Машина». В новелле «Настя» в сентябре 1900 года родители-помещики заживо приготовляют в русской печи собственную дочь, поедают её в течение вечера с приглашёнными гостями, ведя интеллектуальные разговоры. В рассказе «Зеркаlо» Сорокин в стиле музыкальной и художественной критики описывает поглощённые обеды и последующую дефекацию и фекалии, присваивая имя каждой композиции и дополняя описание потоком сознания некоего Анатолия и т. д.

## Любопытные факты
Сюжетная канва новеллы «Аварон» основана на обстоятельствах биографии писателя Ю. В.Трифонова: арест и гибель отца героя, арест и освобождение матери. При этом Сорокин сохранил настоящие имена и обстоятельства биографии некоторых родственников Трифонова: герой новеллы носит девичью фамилию матери Трифонова — Лурье; сестру героя, также как и сестру Трифонова зовут Тинга; бабушка героя имеет ту же революционную биографию, что и бабушка Трифонова —Т.А.Лурье.